# X-47B试验机
X-47B試驗機 “鹹狗”（Northrop Grumman X-47B，Salty Dog）是一架试验型無人駕駛戰鬥機，由美国国防技术公司诺斯罗普·格鲁门开发。X-47项目开始于國防高等研究計劃署的J-UCAS计划，现在已经是美国海军旨在发展舰载无人飞机的UCAS-D计划的一部分。
X-47B于2011年2月4日在爱德华兹空军基地完成首飞测试。2013年5月14日，X-47B於（CVN-77）成功進行起飛測試，並於一小時後降落馬里蘭州帕圖森河海軍航空站。同年7月10日，X-47B从马里兰州帕图森河海军航空站起飞，在布什号航母上降落，完成了着舰测试。
2015年4月16日，X-47B與KC-707空中加油機成功完成空中加油測試，也提升無人飛機的航程。据美国海军方面表示，在完成空中加油测试后，军方将结束X-47B试验项目。
此機之開發計劃亦延伸MQ-25刺鰩無人機。

## 性能参数

X-47B的三视图

基本信息
- 机组：无乘员（半独立操作）
- 燃料容量：717千克

性能
武器

- 2个武器舱，可携带最多4,500磅（2,000）弹药；[6]然而，它们并不会实际武装。[7]后继型号X-47C UCLASS将使用现有武器——而不是为它定制的。[7]

航電

- 潜在的有效载荷包括EO/IR/SAR/ISAR/GMTI/MMTI/ESM[6]

## 图库

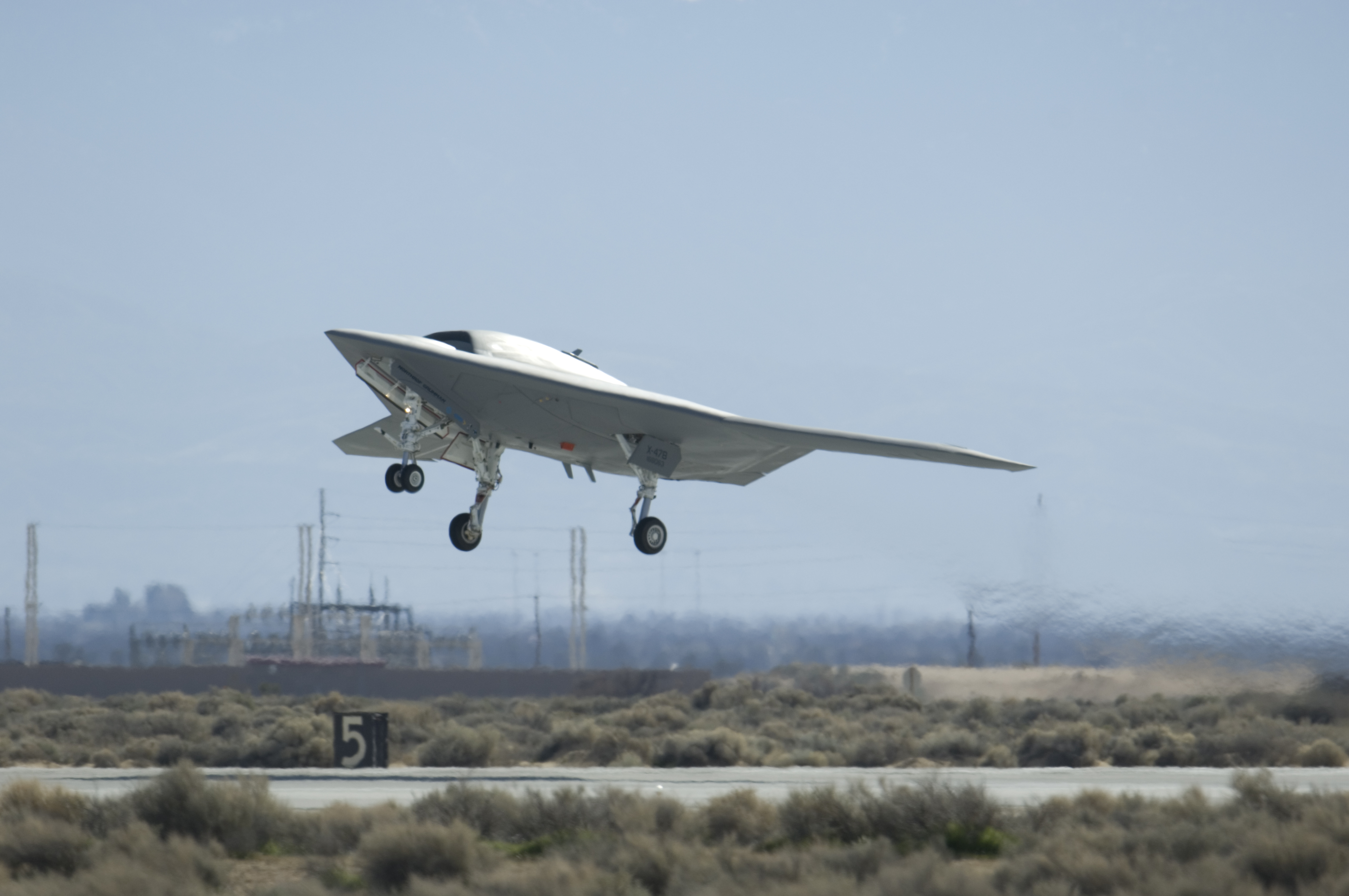
2011年2月4日，X-47B在爱德华兹空军基地进行首次起飞测试
2013年5月14日，X-47B于喬治·H·W·布希號航空母艦进行起飞测试
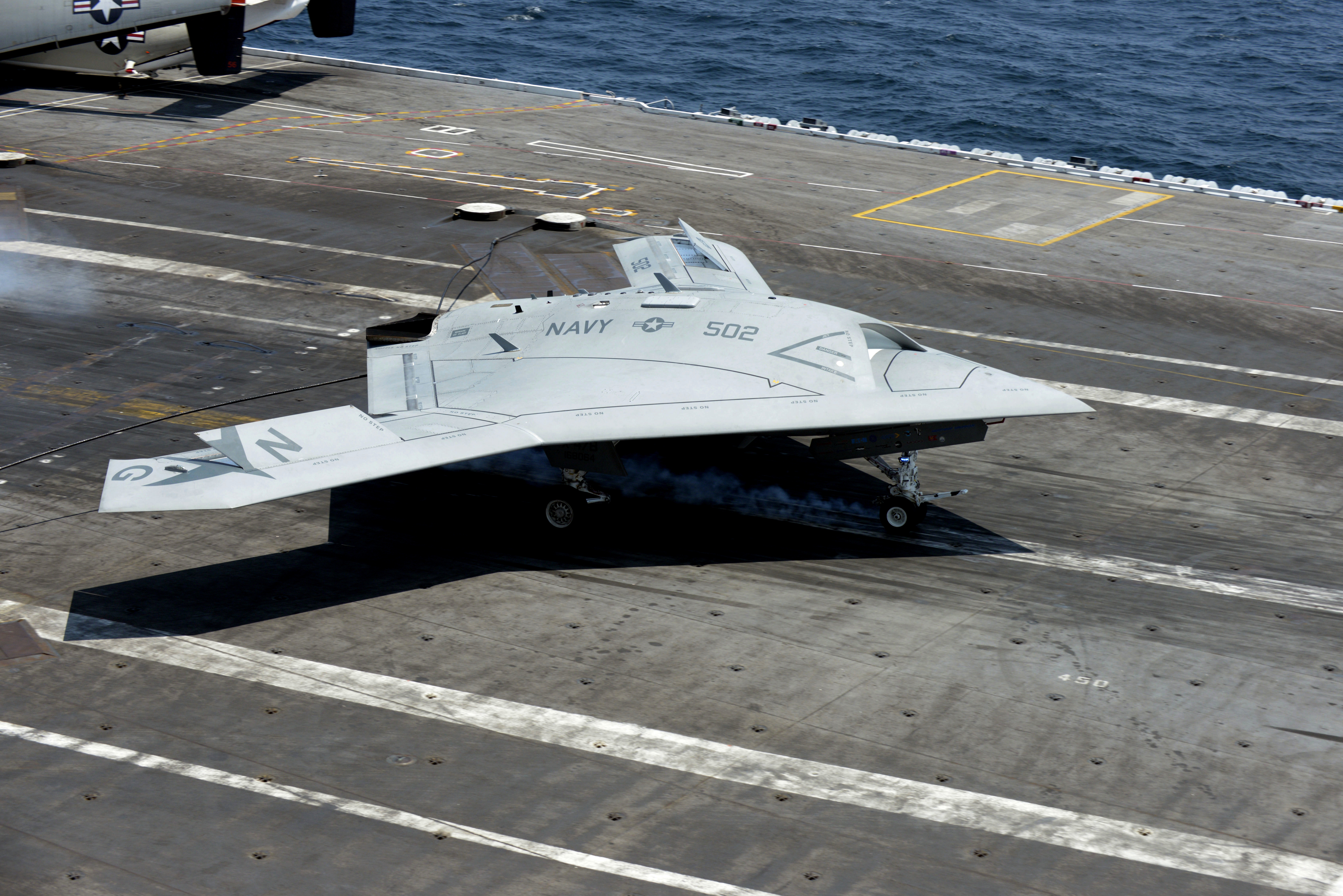
2013年7月10日，X-47B于喬治·H·W·布希號航空母艦成功着舰
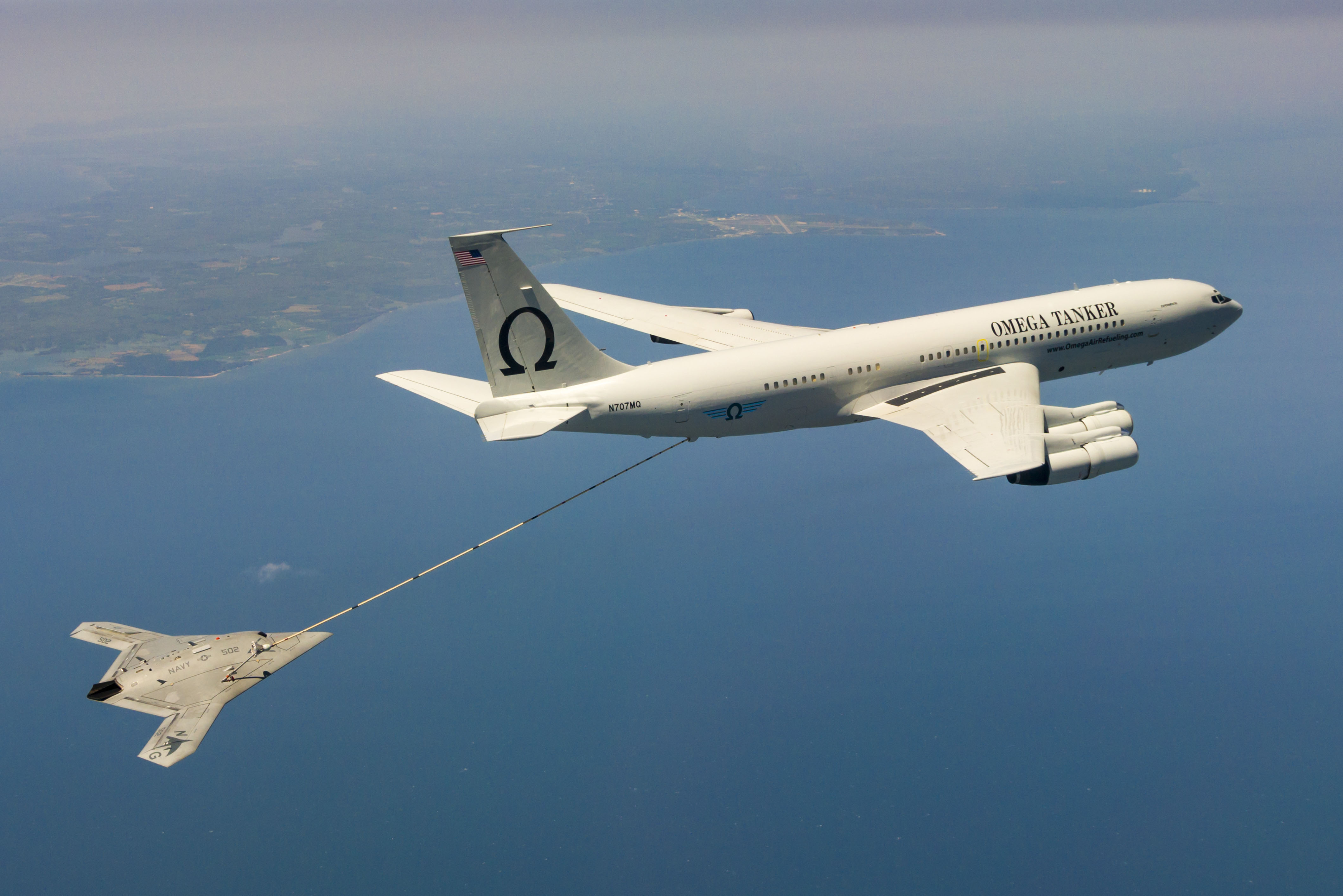
2015年4月16日，X-47B与KC-707对接进行空中加油测试
- 2015年4月空中加油测试的现场影片